# Lux
Il lux (simbolo lx) è l'unità di misura per l'illuminamento, accettata dal Sistema Internazionale. Un lux è pari a un lumen su metro quadrato. Potremmo quindi definire il lux come il flusso luminoso per unità di superficie.

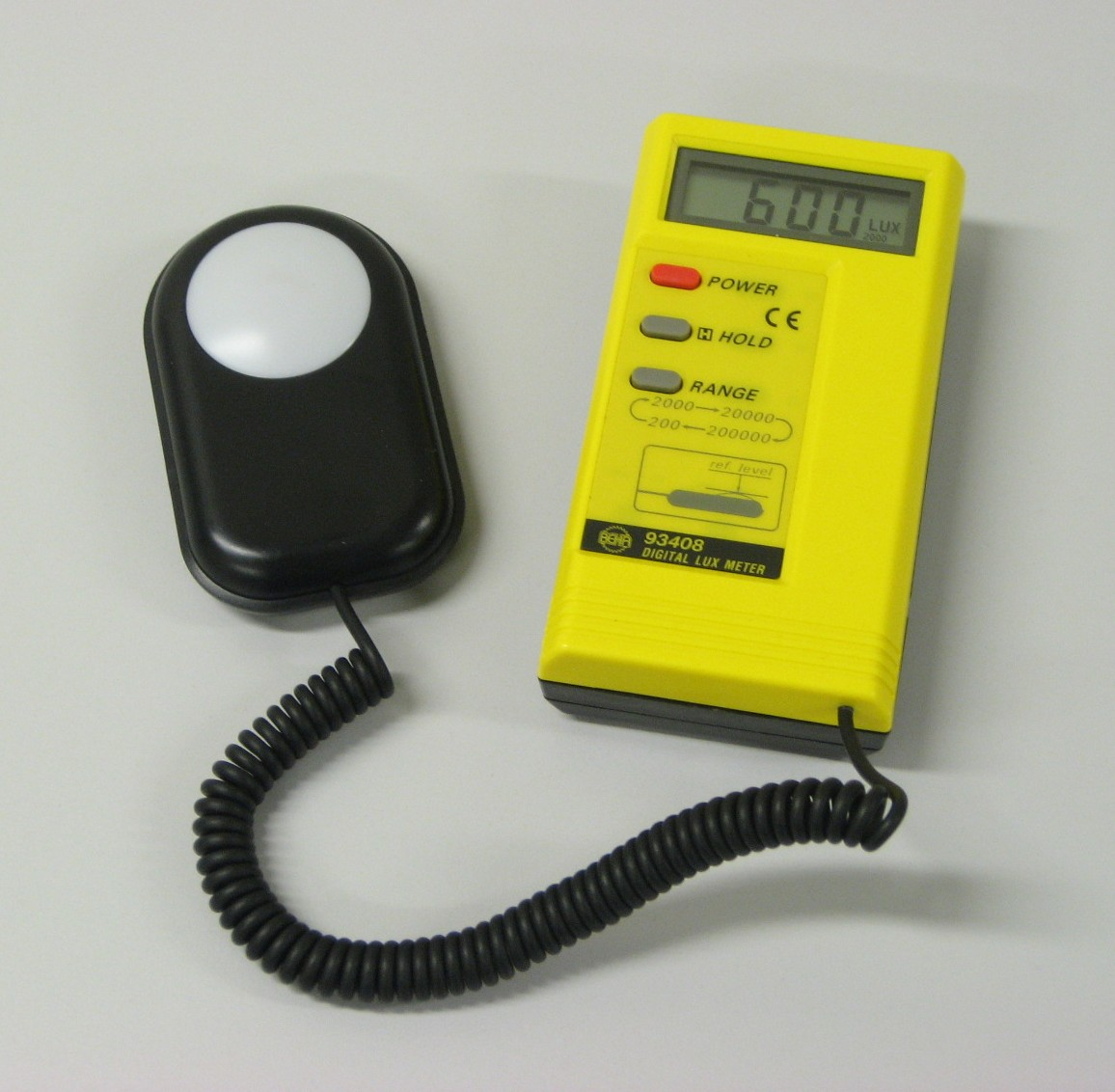
Un rilevatore di lux, usato per misurare il grado di illuminamento di un ambiente

È un'unità di misura relativa alla luce visibile, e pertanto dipendente dalle caratteristiche dell'occhio umano, attraverso la curva di sensibilità dell'occhio alla radiazione luminosa.
Si ha:
{\displaystyle \mathrm {1\,lx=1\,{\frac {lm}{m^{2}}}=1\,{\frac {cd\cdot sr}{m^{2}}}} }.
Alcuni dati di illuminamento per dare un'idea di quanto vale un lux:
- la luce del Sole mediamente varia tra i 32 000 lx (32 klx) e i 100 000 lx (100 klx);
- sotto i riflettori degli studi televisivi si hanno circa 1 000 lx (1 klx);
- in un campo di calcio con illuminazione notturna per riprese tv si hanno da un minimo di 500 lx ad un massimo di 1200 lx;
- in un ufficio luminoso si hanno circa 400 lx;
- in un ufficio illuminato secondo l'attuale normativa europea Uni En 12464 vi sono 500 lx;
- la luce riflessa della Luna piena è pari a circa 1 lx;[senza fonte]
- la luce di una stella luminosa è soltanto 0,00005 lx (50 µlx).

Negli Stati Uniti è ancora usata a volte una vecchia unità di illuminamento che non fa parte del sistema SI: la footcandle (letteralmente "piede-candela"). Si ha:
- 1 footcandle = 10,764 lux,
- 1 lux = 0,0929 footcandle.

## Differenza tra lux e lumen
Lux e lumen sono unità di misura di due diverse grandezze fisiche: i lux sono l'unità di misura dell'illuminamento, mentre i lumen sono l'unità di misura del flusso luminoso.
Per dare un'idea della differenza: i lumen di una lampada sono costanti, indipendentemente da quanto vicini o lontani siano i diversi oggetti illuminati, mentre i lux con i quali gli oggetti sono illuminati variano a seconda che ci si avvicini o allontani dalla lampada. Per tale motivo comprando, ad esempio, una lampada, si guardano i lumen, mentre dovendo decidere se c'è abbastanza luce per leggere o per fare una fotografia si guardano i lux che "arrivano" all'occhio, ovvero nell'obiettivo fotografico (la luce che, riflessa dagli oggetti che si stanno osservando o fotografando, "viaggia" verso l'occhio o l'obiettivo). Di notte, leggendo un libro, c'è abbastanza luce (lux) anche usando una lampadina debole (pochi lumen) purché molto vicina al libro.
Un flusso di 1000 lumen generato da una lampada, concentrato totalmente su una superficie di un metro quadrato, illumina quel metro quadrato per 1000 lux. Tuttavia, gli stessi 1000 lumen, distribuiti su una superficie di dieci metri quadrati, producono un'illuminazione di soli 100 lux.
L'illuminamento misurato in lux si riferisce, quindi, alla quantità di energia per unità di area e unità di tempo. Ciò è fondamentale, perché determina quanto una sorgente è in grado di illuminare un corpo o una superficie al variare, ad esempio, della distanza dalla sorgente luminosa.